# Франческо Піранезі
Франче́ско Піране́зі (італ. Francesco Piranesi) (Рим, 1758/59 — 1810, Париж) — італійський гравер, художник і архітектор. Син відомого Джованні Баттіста Піранезі, він продовжив серію його гравюр, які зображували пам'ятники та давні храми. Протягом тривалого часу він працював у Франції, де жив під час Французької революції.

## Біографія
Франческо Піранезі народився у Римі як старший син Джованні Баттіста Піранезі та його дружини Анджели Паскуїні, — другий з п'ятеро дітей у сім'ї. Він навчався мистецтву гравюри у свого батька, а також у своєї старшої сестри Лаури (1754—1789), яка також була визнаним гравером. Франческо почав допомагати батькові та гравірувати власні твори у 1775 році. Отримавши відмінну художню освіту — він вивчав техніку гравюри у Джованні Вольпато та Доменіко Кунего, пейзажний живопис у німецького художника Хаккерта та його брата Георга, а також архітектуру у П'єра-Адріена Парі.
Франческо супроводжував свого батька у двох його поїздках до давньоримських руїн у Пестум, Помпеї та Геркуланум, у 1770 та 1778 роках. Франческо входив до числа граверів, які співпрацювали з Бенедетто Морі та архітектором Августо Роса, вважавшимся винахідником феллопластики, мистецтва створення масштабних моделей давніх пам'ятників з пробки. Батько Франческо створив серію підготовчих малюнків про Пестум, які були завершені сином. Трудно з точністю визначити початок діяльності Франческо як гравера, оскільки, поки був жив його батько, він підписував своїм іменем майже всі гравюри, які виходили з його майстерні, навіть якщо вони були виконані помічниками. У другій половині 1770-х років Франческо займався вивченням та обмерами інтер'єрів Пантеону, для якого він зробив безліч малюнків, пізніше відбитих у гравюрах та опублікованих у другому томі «Raccolta dei Tempj antichi», який вийшов у 1790 році.
Після смерті батька, незабаром після другої поїздки, Франческо разом зі своїм братом П'єтро та сестрою Лаурою успадкував його видавничий будинок і був відповідальний за друк більшості наступних видань батьківських гравюр.
Франческо співпрацював з французьким художником Луї-Жан Деспре, створивши серію розмальованих гравюр видів Неаполя, Помпеї та Рима, які були надруковані у 1783 році та продавалися у магазині Піранезі у Римі. Хоча реклама 1783 року обіцяла 48 видів, серія не була завершена до того моменту, поки Деспре не залишив Рим, щоб вступити на службу до короля Густава III у Швеції.
У наступні роки Піранезі переважно створював гравюри давніх статуй. У 1786 році, венеціанець Андреа Меммо замовив у Франческо гравюру, яка відтворювала проект Прато-делла-Валле у Падуї.

### Шведський шпигун
На фронтисписі серії, присвяченій театру Геркуланума, є перше присвячення шведському королю Густаву III: «щедрому покровителю витончених мистецтв». Відомо, що ще за рік до цього Францческо почав листування з головою шведської канцелярії бароном Фреденгеймом, оголосивши про намір стати спеціальним агентом шведського короля в Італії з питань образотворчого мистецтва.
У вересні 1784 року Франческо вдалося продати більшу частину колекції старовинностей свого батька шведському королю; ці роботи стали першим ядром Музею старовин Густава III.
Після вбивства Густава III в 1792 році Піранезі був найнятий бароном Рёттергольмом, головою регентської ради, що управляла Швецією під час правління Густава IV Адольфа. Рёттергольм доручив Піранезі шпигунити за улюбленцем покійного короля, Густавом Моріцем Армфельтом, який був одним з тих, кого король призначив до регентської ради за завещанням, але якого Рёттергольм позбавив влади. Піранезі зміг вкрасти листи Армфельта, які він зберігав у британському посольстві у Флоренції, перш ніж розпочати роботу іноземним посланцем у Сицилійському королівстві. Ці листи були основними доказами проти Армфельта, коли його у відсутність засудили за державну зраду і засудили до смертної кари, яку він зміг уникнути, втікши до Росії.
Успішно завершивши справу, у травні 1794 року Піранезі був призначений представником Швеції у Римі, і займав цю посаду до січня 1798 року. У ці роки Піранезі та його брат П'єтро зміцнювали торгові відносини між Швецією та папською державою, створюючи широку торгівельну мережу.

### Під опікою Наполеона
Окупація італійського півострова у 1798 році французькою революційною армією призвела до створення недовговічної Римської республіки. Піранезі швидко завоював довіру французьких чиновників, що керували республікою, і став державним службовцем. Після падіння республіки він разом зі своїм молодшим братом П'єтро втік до Парижа, де розпочав співпрацю з урядом Талейрана. Брати Піранезі там відкрили філіал родинного підприємства під назвою «Piranesi Frères» (Брати Піранезі), яке створювало вази з теракоти, імітуючи давні етруські роботи.
Чудово інтегрований у паризьке художнє життя, Франческо брав участь у Третій Всесвітній виставці у 1802 році та був запрошений Міністерством внутрішніх справ як експерт з мистецтва і радник з важливих питань. Також у 1802 році він заснував академію, в програмі якої були різноманітні курси з живопису, архітектури, скульптури, гравюри та ремесел, але яка існувала не довше 1805 року.
У 1807 році П'єтро Піранезі почав відчувати фінансові труднощі, продав свою частку в фірмі та повернувся до Риму. Імператор Наполеон указом виділив йому суму в 300 тисяч франків за умови, що Піранезі буде присвячуватися виключно гравіруванню, тоді це вважалося найкращим в Європі. Однак він несподівано помер у Парижі, ще до того, як встиг виконати свій контракт.
У 1839 році колекція гравюр сім'ї Піранезе була придбана «Калькографічною камерою», заснованою Папою Григорієм XVI, і перевезена до Риму. Тепер ця колекція належить Центральному інституту графіки.

## Відомі роботи
- Raccolta de' tempj antichi, Том I (1780)
- Il teatro di Ercolano (1785)
- Collezione delle più belle statue di Roma (1786)
- Raccolta de' tempj antichi, Том II (1790)
- Ragguaglio ossia giornale della venuta e permanenza in Roma di S.A.R. Sofia Albertina Principessa di Svezia (1793)
- Antiquités de la Grande-Grèce, три томи (1804—1807)

## Гравюри

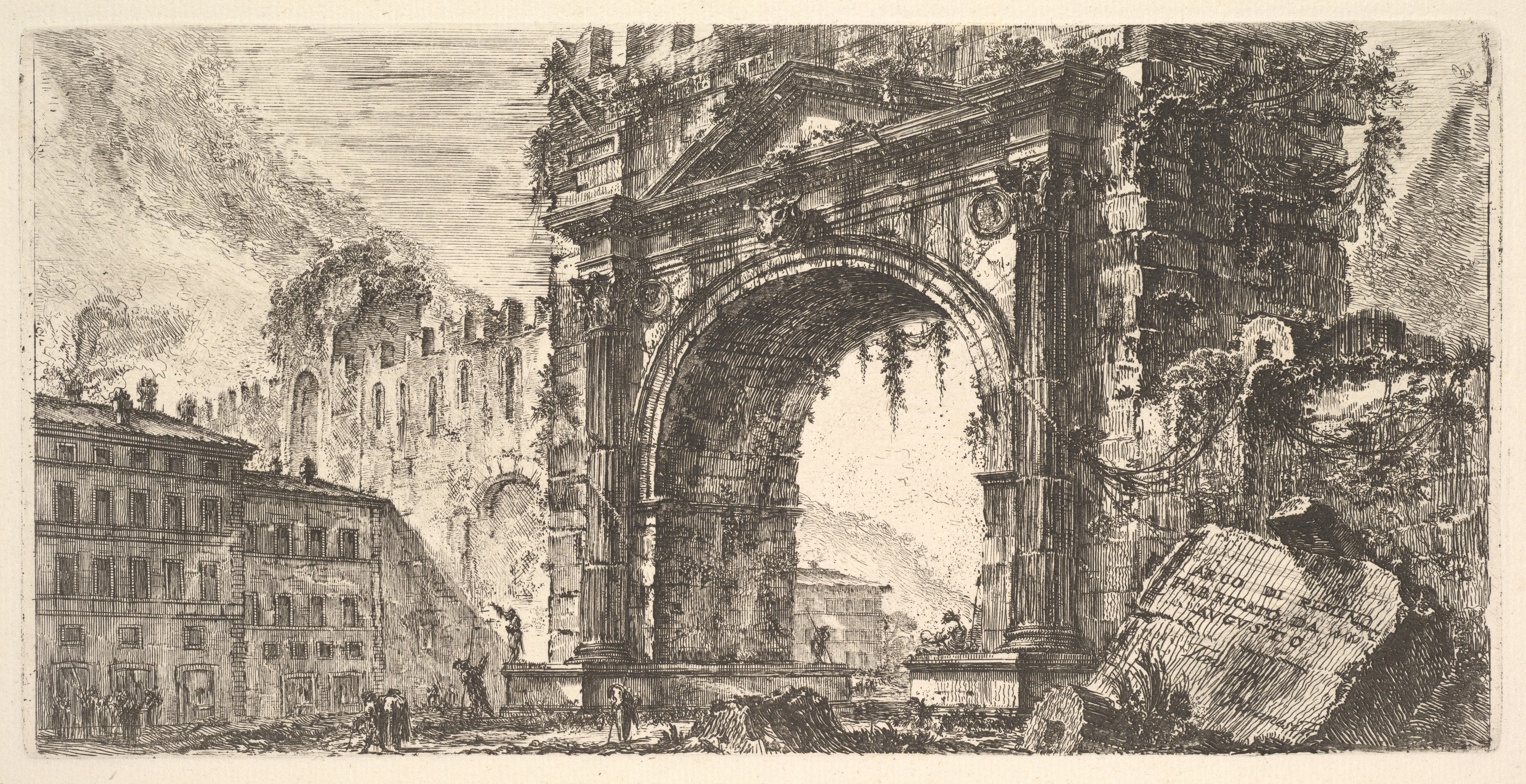
Арка Августа, 1748.
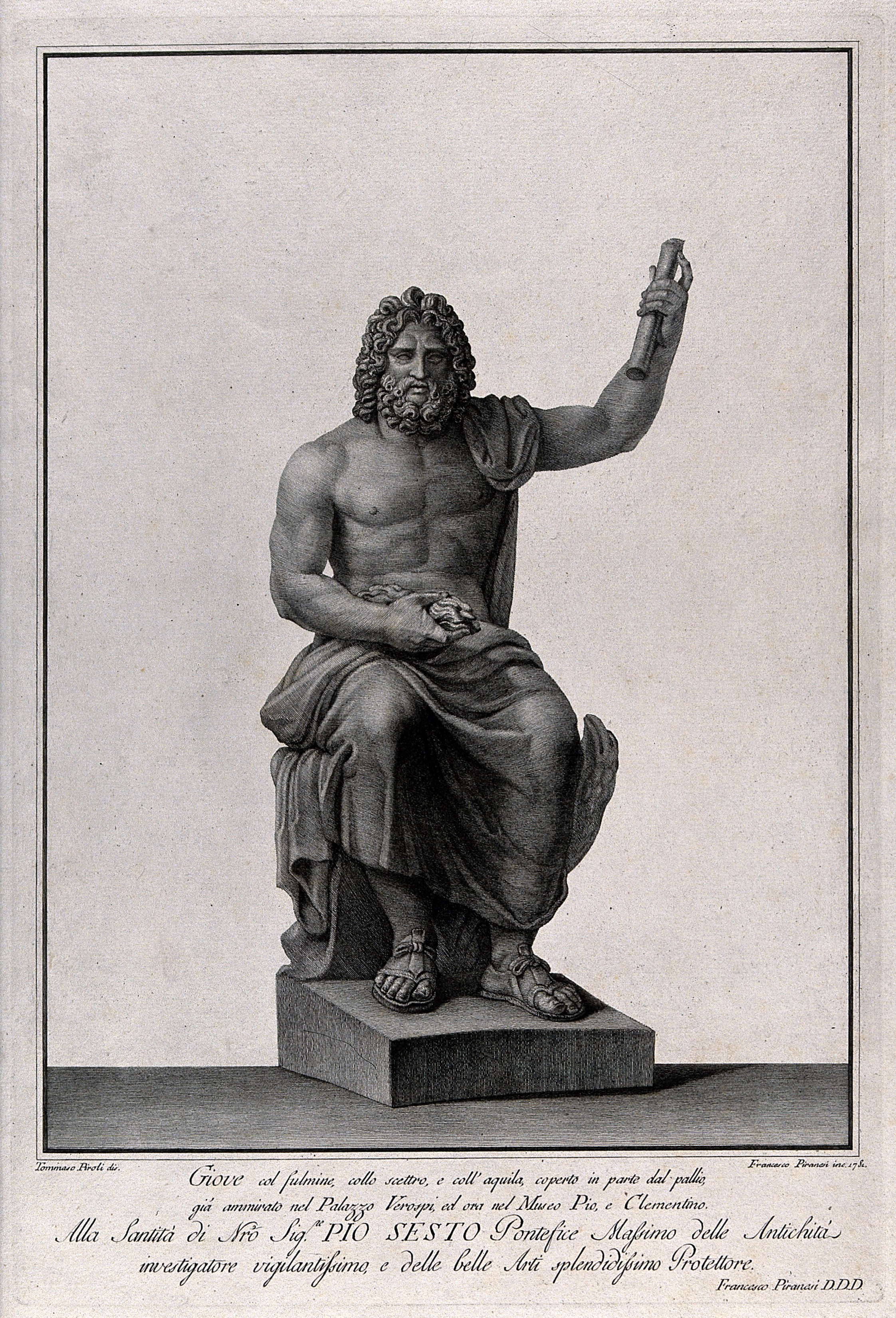
Статуя Юпітера, 1781.
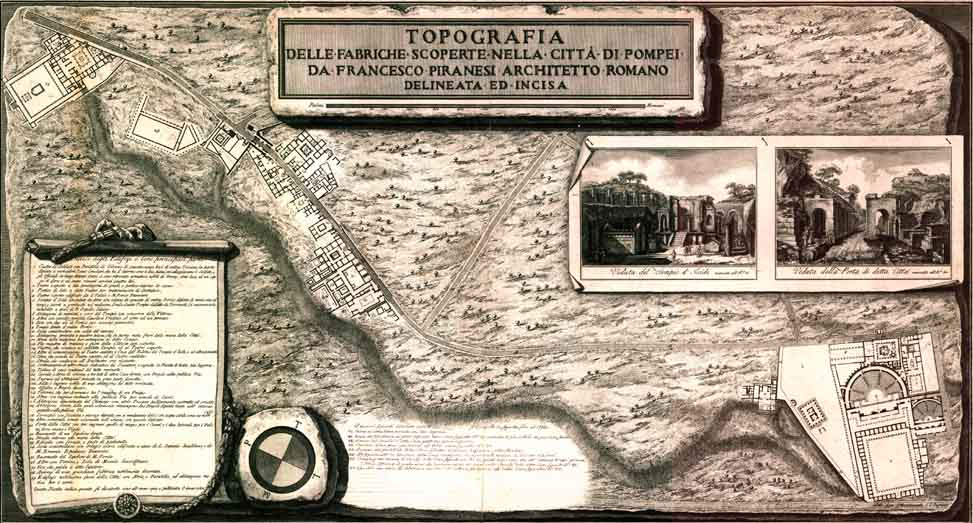
Мапа Помпеїв, 1788.
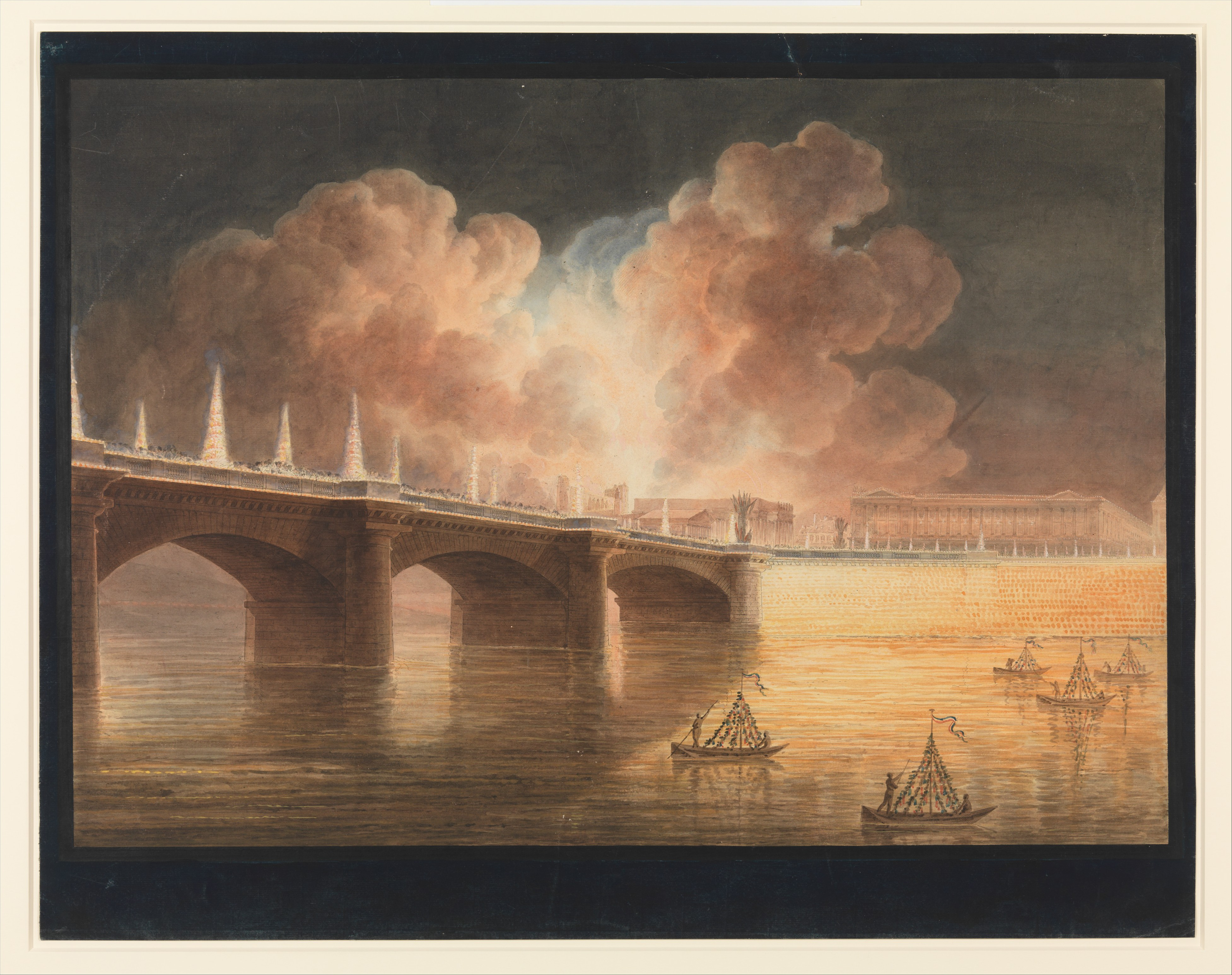
Свято на честь Загального миру у Парижі 18 брюмера. Мост и площа Злагоди, 1801.

## Литература
- Rossana Caira Lumetti La cultura dei lumi tra Italia e Svezia. Il ruolo di Francesco Piranesi. Bonacci Editore, Roma 1990(італ.)
- Vincenzo Monti Lettera di Francesco Piranesi al signor generale D. Giovanni Acton (ed. Rossana Caira Lumetti). Sellerio Editore, Palermo 1991(італ.)
- M. Calvesi Giovan Battista e Francesco Piranesi, catalogo mostra Calcografia Nazionale. De Luca Editore, Roma 1968(італ.)
- Alessandro Bettagno Piranesi-incisioni-rami-legature-architetture, pp. 71-76 «La calcografia Piranesi: I rami originali» (ed. Maria Catelli Isola). Neri Pozza Editore, Vicenza 1978(італ.)
- Pierluigi Panza Museo Piranesi. Skira, 2017(італ.)